# Metropolitan Area Network

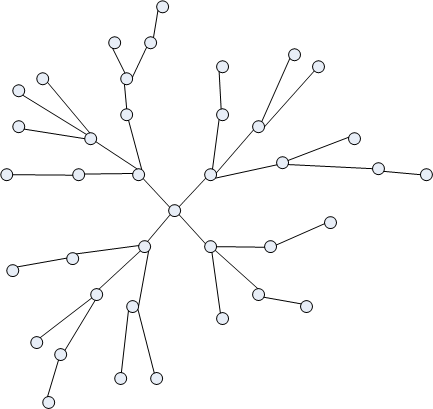
Esempio di una rete di telecomunicazioni formata da interconnessioni tra dispositivi.

Nelle telecomunicazioni, una rete metropolitana o metropolitan area network (MAN) è una rete di telecomunicazioni con un'estensione limitata a un perimetro metropolitano. Una MAN è ottenuta dall'interconnessione di più reti locali (LAN), mentre l'interconnessione di più MAN dà vita a una rete geografica (WAN, dall'inglese wide area network). 
Il termine è anche usato per descrivere l'interconnessione di diverse reti locali in un'area metropolitana attraverso l'uso di connessioni peer-to-peer tra di loro.

## Descrizione
Si tratta di una rete di trasporto storicamente nata per fornire servizi di tv via cavo alle città dove c'era una cattiva ricezione terrestre. In pratica, un'antenna posta in una posizione favorevole distribuiva poi il segnale alle case mediante cavo.
Prima si è sviluppata a livello locale, successivamente si sono create grosse aziende che hanno richiesto di cablare intere città, soprattutto negli Stati Uniti. Quando il fenomeno Internet è esploso, queste società hanno ben pensato di diffondere la comunicazione via Internet anche attraverso il cavo TV utilizzando la struttura preesistente. Tipicamente questa struttura, attualmente, utilizza la fibra ottica come mezzo trasmissivo di collegamento e topologie di rete ad anello detti appunto anelli metropolitani, spesso anche ridondati per aumentare l'affidabilità in caso di guasti o malfunzionamenti, con funzionalità di backbone metropolitano da e verso le sottoreti e le utenze interne all'area metropolitana stessa.
Dal punto di vista protocollare, attualmente quasi tutte le MAN operano su collegamenti Gigabit Ethernet mentre in passato si sono utilizzati anche ATM, FDDI e SMDS.